# 청주 묵정영당
청주 묵정영당(淸原 墨井影堂)은 충청북도 청주시 상당구 낭성면에 있는, 보한재 신숙주의 초상을 모시기 위해서 고종 25년(1888)에 세워진 건축물이다. 1981년 12월 26일 충청북도의 유형문화재 제108호로 지정되었다.

## 개요
보한재 신숙주의 초상을 모시기 위해서 고종 25년(1888)에 세워진 영당으로 앞면 3칸·옆면 2칸의 목조 기와집이며, 옆면이 사람 인(人)자 모양인 맞배지붕이다.
신숙주는 조선 전기의 문신으로 훈민정음을 만들 때 참가하여 많은 공을 세웠으며, 그 시대의 정치와 학문에도 영향력이 컸다.
영정(초상)은 마루방에 보관하고 있고, 영조(재위 1724∼1776) 때에 현재의 구봉영당본을 옮겨 그린 것으로 추정된다. 옮겨 그릴 때 정범조가 초상에 대해 쓴 글이 기재되어 있다. 화상형식은 좌안8분면으로 오사모를 쓰고, 녹포단령을 입고 의자에 앉은 전신상이다. 이 초상은 본뜬 것이기는 하지만 조선 전기 공신의 모습을 잘 따르고 있으며, 정교하고 치밀한 수법을 보이고 있다.

## 명칭 변경
당초 "묵정영당"으로 문화재 명칭이 지정되었으나, 2013년 1월 18일 행정구역을 표기하여 "청원 묵정영당"으로 변경되었고, 2014년 7월 1일 청주시 행정구역 변경에 따라 현재의 문화재 명칭으로 변경되었다.

## 같이 보기
- 신숙주

## 참고 자료
- 청주 묵정영당 - 국가유산청 국가유산포털